# Dalem, Moselle
Dalem, Moselle là một commune trong tỉnh Moselle, vùng Grand Est đông bắc nước Pháp.